# Sympherobius
Sympherobius is een geslacht van bruine gaasvliegen ((Hemerobiidae). De wetenschappelijke naam is voor het eerst geldig gepubliceerd in 1904 door Nathan Banks. In 1905 gaf hij een beschrijving van het geslacht, met als typesoort Sympherobius amiculus (Fitch), een soort die in de Verenigde Staten voorkomt.
Bruine gaasvliegen zijn predatoren van kleine insecten zoals bladluizen, en ze worden soms ingezet voor de biologische bestrijding van deze plaaginsecten. Dit is met name het geval met Sympherobius barberi, die in de Verenigde Staten op commerciële schaal gekweekt wordt voor de bestrijding van diverse plaaginsecten.

## Soorten
- Sympherobius amazonicus Penny & Monserrat, 1985
- Sympherobius amiculus (Fitch, 1855)
- Sympherobius angustus (Banks, 1904)
- Sympherobius ariasi Penny & Monserrat, 1985
- Sympherobius arizonicus Banks, 1911
- Sympherobius axillaris Navás, 1928
- Sympherobius barberi (Banks, 1903)
- Sympherobius beameri Gurney, 1948
- Sympherobius bifasciatus Banks, 1911
- Sympherobius bisignatus (Krüger, 1922)
- Sympherobius blanchardi (Navás, 1930)
- Sympherobius californicus Banks, 1911
- Sympherobius constrictus Oswald, 1988
- Sympherobius dilutus Nakahara, 1960
- Sympherobius distinctus Carpenter, 1940
- Sympherobius domesticus Nakahara, 1954
- Sympherobius elegans (Stephens, 1836)
- Sympherobius exiguus (Navás, 1908)
- Sympherobius fallax Navás, 1908
- Sympherobius fuscescens (Wallengren, 1863)
- Sympherobius fuscinervis Kozhanchikov, 1956
- Sympherobius gayi Navás, 1910
- Sympherobius gratiosus Navás, 1908
- Sympherobius hainanus C.-k. Yang & Liu, 2002
- Sympherobius humilis Navás, 1914
- Sympherobius innoceus Steinmann, 1965
- Sympherobius insulanus Banks, 1938
- Sympherobius intermedius Monserrat, 1998
- Sympherobius intervenalis Banks, 1915
- Sympherobius killingtoni Carpenter, 1940
- Sympherobius klapaleki Zeleny, 1963
- Sympherobius limbus Carpenter, 1940
- Sympherobius manchuricus Nakahara, 1960
- Sympherobius marginatus (Kimmins, 1928)
- Sympherobius marmoratipennis (Blanchard in Gay, 1851)
- Sympherobius mirandus (Navás, 1920)
- Sympherobius notatus Kimmins, 1932
- Sympherobius occidentalis (Fitch, 1855)
- Sympherobius parvus (Krüger, 1922)
- Sympherobius pellucidus (Walker, 1853)
- Sympherobius perparvus (McLachlan, 1869)
- Sympherobius piceaticus C.-k. Yang & D.-p. Yan, 1990
- Sympherobius pictus (Banks, 1904)
- Sympherobius pupillus Navás, 1915
- Sympherobius pygmaeus (Rambur, 1842)
- Sympherobius quadricuspis Oswald, 1988
- Sympherobius riudori Navás, 1915
- Sympherobius scriptus (Navás, 1917)
- Sympherobius signatus (Krüger, 1922)
- Sympherobius similis Carpenter, 1940
- Sympherobius subcostalis Monserrat, 1990
- Sympherobius tessellatus Nakahara, 1915
- Sympherobius tuomurensis C.-k. Yang et al in Huang et al., 1985
- Sympherobius umbratus (Banks, 1903)
- Sympherobius wuyianus C.-k. Yang, 1981
- Sympherobius yunpinus C.-k. Yang, 1986
- Sympherobius zelenyi Alayo, 1968